# Saltash
Saltash ist eine Stadt und eine Verwaltungseinheit im District Cornwall in der Grafschaft Cornwall, England. Saltash ist 62,1 km von Truro entfernt. Im Jahr 2001 hatte sie 14.124 Einwohner.
Saltash liegt gegenüber von Plymouth auf der anderen Seite des Plymouth Sound. Die beiden Städte sind über die Tamar-Bridge der A38 und die Eisenbahnbrücke Royal Albert Bridge verbunden.

## Söhne und Töchter der Stadt
- Percy Legard (1906–1980), Pentathlet, Nordischer Kombinierer und Offizier
- Michael Maynard (* 1937), Segler